# Arquipélago de Bacu
O arquipélago de Bacu (Baku) (em azeri:  Bakı arxipelaqı) é um grupo de ilhas costeiras do Azerbaijão, na baía de Bacu, na costa ocidental do mar Cáspio. As ilhas são de origem tectónica.
As ilhas são desabitadas, exceto as que têm instalações industriais. Todas as ilhas, exceto İqnat Daşı, têm nomes azeris ou russos. O nome «Zirə» provém do árabe para ilha, «Jazīra».

## As ilhas
As ilhas do arquipélago são:
- Böyük Zirə (russo: Nargin), a maior do grupo. Tem 3,1 km de comprimento por 900 m de largura. Tem pouca vegetação e a costa norte tem penhascos. Tem um farol desde 1815. Nargin foi zona militar soviética.
- Daş Zirə (Vulf), com 1 km² e quase desprovida de vegetação. Muito poluída pelo petróleo e rodeada de águas pouco profundas.
- Kiçik Zirə (Qum), ou "ilha das areias".
- Zənbil (Duvanniy), com um vulcão de lama, tem 0,4 km². O nome «Duvanni», que quer dizer «prata» em russo, foi dado por Stenka Razin.
- Səngi Muğan (Svinoy), perto da qual houve uma batalha naval em 1669 no decurso da qual a frota do xá safávida da Pérsia, Suleyman I, foi vencido por cossacos russos. A baía sul da ilha é locla ideal para arqueologia submarina[3]. Em Svinoy há uma estação automática para medir a poluição das águas[4]. Não deve ser confundida com a ilha Svínoy das Ilhas Faroé.
- Çikil (Oblivnoi); muito poluída.
- Qara Su (Los) com 900 m de comprimento por 600 m de largura, tem instalações de extração de gás abandonadas.
- Xərə Zirə (Bulla), com instalações de extração de gás «Bulla Deniz» entre as mais importantes do Azerbaijão. Tem minerais como a acdalaita (5Al2O3·H2O)[5] e alumínio nas suas areias, e um vulcão de lama
- İqnat Daşı
- Gil Adası (Glinyanyy)